# Parietin
Parietin ist ein Farbstoff aus der Gruppe der Anthrachinone.

## Vorkommen

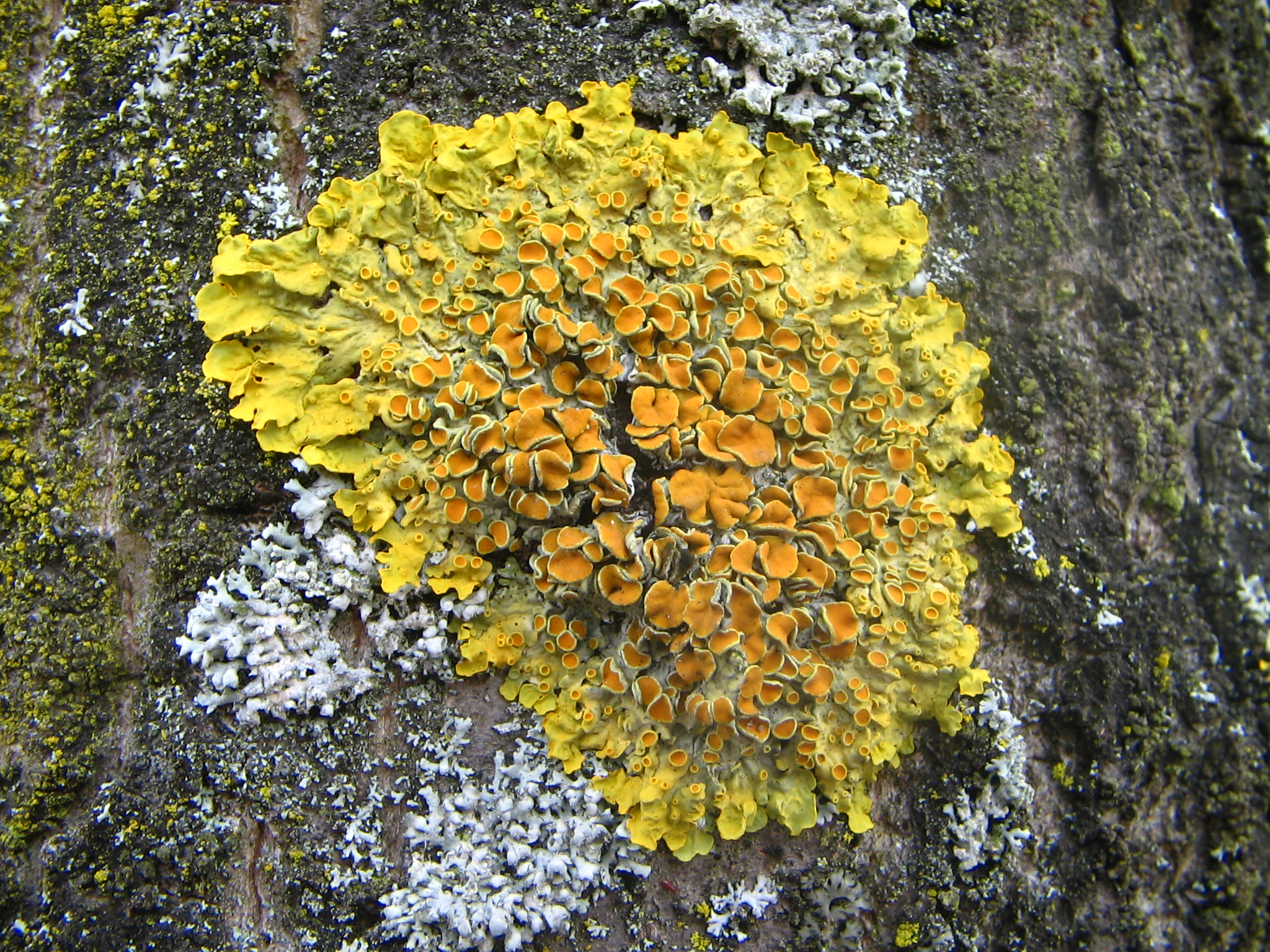
Gewöhnliche Gelbflechte (Xanthoria parietina)

Der Naturstoff kommt in verschiedenen Flechten vor, darunter Flechten der Gattung Caloplaca und der Gewöhnliche Gelbflechte. Er ist dort extrazellulär im Thallus  vorhanden. Die Biosynthese dieses Stoffes wird dabei von dem nicht Photosynthese betreibenden Partner in der Flechte betrieben, also dem Pilz. Außerdem ist Parietin in verschiedenen Rhabarber-Arten zu finden, beispielsweise in Rheum palmatum sowie Rheum officinale.

## Beschreibung
Die gelbe, in Aceton lösliche Substanz ist ein Derivat des Anthrachinons. Sie reagiert mit Kalilauge oder Ammoniakwasser purpurrot. Mit Barytwasser oder Kalkwasser bilden sich violette unlösliche Salze.

## Verwendung
Grundlegende Eigenschaften dieses sekundären Pflanzenstoffes waren bereits im 18. Jahrhundert bekannt und wurden von Rémi Willemet beschrieben. Nach seiner Beobachtung gewannen Bewohner Ölands aus einer Flechte der Gattung Parmelia mit Hilfe von Alaun einen gelben Farbstoff zur Färbung von Wolle, und die Flechte selbst wurde von Ziegen gefressen. Laut Hermann Hoffmann wurde sie auch in Milch gekocht als Mittel gegen Gelbsucht.

## Funktion
Die Konzentration des Farbstoffs in der Flechte ist höher, wenn sie stärker dem Licht ausgesetzt ist, d. h. höher auf einem sonnigen Fels denn auf einem schattigen Baum, und höher im Sommer als im Winter.
In einer Schutzwirkung gegen UV-induzierte Zellschäden sowie in einer Verminderung der Photoinhibition wird die biologische Funktion der Substanz gesehen. Ihr Metabolismus ist noch nicht abschließend erforscht. Als Modell gilt die Biosynthese der Orsellinsäure, also durch Ringschluss von Polyketiden.